# 天主教加的斯暨休达教区
天主教加的斯暨休達教區（拉丁語：Dioecesis Gadicensis et Septensis）是羅馬天主教一個教區，位於西班牙加的斯省首府加的斯，屬西維爾總教區。
教區包括加的斯省大部分地區，以及位於非洲北端的休達。加的斯教區成立於1263年。1851年9月1日休達教區撤銷，由加的斯主教任宗座署理。2010年有教友645,000人，佔轄區總人口95.5%。教區下轄一百一十個堂區，有241名司鐸。現任教區主教為辣斐爾·蘇諾撒·博伊。